# Tegenaria vidua
Tegenaria vidua es una especie de arañas araneomorfas de la familia Agelenidae.

## Distribución geográfica
Es endémica del sur de la península ibérica (España).